# Магадаево
Магадаево — деревня в Томском районе Томской области России. Входит в состав Богашёвского сельского поселения. Население 16 человек (2021) . В деревне расположено садово-дачное товарищество

## География
Находится 12 км южнее города Томска, в лесной местности. В окрестностях деревни расположен припоселковый кедровник.
Уличная сеть
Улицы: Кедровая, Малая, Лесная;
Переулки: Дачный, Лесной;
Территория: Садово-дачное товарищество Родник.

## История
На «генштабовских» топографических картах 1946—1960 годов выпуска на месте нынешнего Магадаева показан населённый пункт Большанина, 1970-х годов выпуска — Молчанова, а начиная с 1992 года деревня фигурирует на картах под своим нынешним названием.
В соответствии с Законом Томской области от 12 ноября 2004 года № 241-ОЗ, деревня вошла в муниципальное образование Богашёвское сельское поселение.

## Население
| 2002 | 2008 | 2009 | 2010 | 2011 | 2012 | 2013 | 2014 | 2015 |
| ---- | ---- | ---- | ---- | ---- | ---- | ---- | ---- | ---- |
| 10   | ↘8   | ↗13  | →13  | →13  | ↗18  | →18  | ↗20  | ↘16  |
| 2021 |      |      |      |      |      |      |      |      |
| →16  |      |      |      |      |      |      |      |      |

## Инфраструктура
- Магадаевский припоселковый кедровник[4] — разновозрастный массив леса в 69 гектаров, включающий три поколения кедра (30 — 40 лет, 60 — 80 лет и 90 — 120 лет, отдельным экземплярам кедра больше 120 лет). Расположен в 15 километрах на юго-восток от Южной площади Томска, между деревнями Лоскутово (Кировский район Томска) и Магадаево.

- Магадаевская горка — дельтадром, место тренировок дельтапланеристов, парапланеристов[12][13].

Развитое лесное хозяйство находится в Томском лесничестве.

## Транспорт
Просёлочные дороги.